# Comment je me suis disputé… (ma vie sexuelle)
Pour plus de détails, voir Fiche technique et Distribution.
Comment je me suis disputé… (ma vie sexuelle) est un film français réalisé par Arnaud Desplechin, sorti en 1996.

## Synopsis
Paul Dédalus, normalien et trentenaire parisien, est maître-assistant en philosophie à l'université de Nanterre. Il ne parvient ni à finir sa thèse, ni à se séparer d'Esther avec laquelle il est en couple depuis dix ans, tout en vivant avec son cousin Bob. Paul fréquente un groupe d'amis dont Nathan, qu'il admire, dont il est le plus proche. Quelques années auparavant, il avait rencontré celui-ci par hasard à la piscine avec sa compagne Sylvia. De cette rencontre était née une passion inavouée entre Paul et Sylvia, sans qu'aucun des deux décide de franchir le pas, les deux cherchant plutôt à se fuir. Paul et Sylvia finiront tout de même par partager des moments volés.
Outre ses problèmes de cœur, une question préoccupe Paul : pourquoi s'est-il brouillé avec Frédéric Rabier, son nouveau collègue récemment nommé à la faculté de Nanterre et ancien ami de la rue d'Ulm. Incapables de se parler, ils laissent le malaise grandir entre eux. Rabier, pénétré de son importance, ignore et semble mépriser Paul.
Le soir du Nouvel an, Paul et ses amis réveillonnent chez Jean-Jacques et sa compagne Valérie. Paul et Bob échangent leurs impressions sur les filles et le premier demande à Bob de ne pas rompre avec Patricia, que celui-ci ne supporte plus, avant que lui-même puisse le faire avec Esther : Esther doit passer un important concours en mai, et Paul ne veut pas la déstabiliser avant cette date. Les cousins passent donc un pacte et continuent de se confier leurs états d'âme. En mai, Esther obtient son diplôme et peut commencer son école de traductrice ; Paul la quitte le jour même. Il se rapproche alors de Valérie qui l'effraie et l'attire à la fois. Confidente et manipulatrice, Valérie réussit à séduire Paul, malgré les mises en garde de Bob et de Nathan. Ce dernier ne soupçonne toutefois pas sa liaison ponctuelle qui perdure avec Sylvia.
Paul finit par rendre son mémoire de thèse et démissionne de ses fonctions à l'université. Esther, après une longue période de douleur réussit à faire le deuil de Paul et regarder vers le futur. Sylvia donne une dernière leçon de vie à Paul.

## Fiche technique
- Titre : Comment je me suis disputé… (ma vie sexuelle)
- Titre international : My Sex Life... or How I Got Into an Argument
- Réalisation : Arnaud Desplechin
- Scénario : Arnaud Desplechin et Emmanuel Bourdieu
- Directeur de la photographie : Éric Gautier
- Montage : Laurence Briaud et François Gédigier
- Casting :  Jeanne Biras, Stéphane Batut et Claude Martin
- Costumes : Claire Gerard-Hirne et Delphine Hayat
- Décors : Antoine Platteau
- Musique originale : Krishna Levy
- Format : 35 mm - 1,66:1 (VistaVision)
- Langue : français
- Pays de production : France
- Producteur : Pascal Caucheteux
- Sociétés de production : Why Not Productions, France 2 Cinéma, La Sept Cinéma
- Année de production : 1995
- Genre : comédie dramatique et romance
- Durée : 178 minutes
- Sorties nationales :
  - 12 juin 1996  France
  - 8 août 1997  Royaume-Uni
  - 17 septembre 1997  États-Unis
- Sorties DVD :
  - 5 juillet 2000 (zone 1)
  - 4 juin 2002 (zone 2)
  - 9 novembre 2006 (rééd. zone 2)

## Distribution
- Mathieu Amalric : Paul Dédalus
- Emmanuelle Devos : Esther
- Thibault de Montalembert : Bob
- Marianne Denicourt : Sylvia
- Emmanuel Salinger : Nathan
- Denis Podalydès : Jean-Jacques
- Jeanne Balibar : Valérie
- Michel Vuillermoz : Frédéric Rabier
- Chiara Mastroianni : Patricia
- Marion Cotillard : une étudiante (Juliette)
- Fabrice Desplechin : Yvan
- Hélène Lapiower : Le Mérou
- Elisabeth Maby : Tatie
- Solenn Jarniou : Pascale
- Roland Amstutz : Chernov
- Paule Annen : Mme Chernov
- Alain David-Gabison : le délégué diocésain
- Philippe Duclos : l'accompagnateur spirituel
- Vincent Nemeth : l'ami
- Anne-Katerine Normant : la copine d'Esther

## Production
Le titre initial du film était Comment je me suis disputé avec Éric Barbier, réalisateur avec lequel Arnaud Desplechin a étudié à l'IDHEC et qui l'aurait inspiré pour le personnage de Frédéric Rabier. Une décision de justice a imposé au réalisateur de supprimer cette partie laissant sous la forme de points de suspension l'aspect nominatif.
Le film a été tourné durant l'hiver 1994-1995 avec, selon le producteur Pascal Caucheteux, un budget proche de celui de La Sentinelle, le film précédent d'Arnaud Desplechin.
Interrogé sur son casting, dans ce film qui réunit un grand nombre de personnages, le réalisateur explique au moment du tournage qu'il l'a fait en cherchant la complémentarité entre les acteurs. Il précise qu'il aime l'idée que les rôles soient « permutables » car, pour comprendre un personnage, il est selon lui possible d'imaginer « qu'à l'intérieur de lui il y a l'autre et réciproquement. » Dans cette idée, Mathieu Amalric, qui à l'époque est encore quasiment inconnu (il avait joué le rôle d'un étudiant en médecine dans la séance d'autopsie de La Sentinelle), a reçu le scénario du réalisateur sans qu'il lui dise s'il souhaitait qu'il interprète le rôle de Paul ou celui de Nathan (rôle qui sera finalement attribué à Emmanuel Salinger). La décision est finalement prise dix jours avant le tournage.

## Accueil

### Sorties

#### Présentations festivalières et sorties nationales
Le film est présenté pour la première au public lors de sa projection en compétition officielle au festival de Cannes en mai 1996. Il est également retenu « hors-concours » au festival des films du monde de Montréal ainsi qu'au festival international du film de Toronto en septembre et au festival du film de New York en octobre 1996.
Comment je me suis disputé... (ma vie sexuelle) fait sa sortie généralisée en France le 12 juin 1996 et durant la première semaine est vu par 46 114 personnes. Sur l'ensemble de sa période d'exploitation en salles, le film a totalisé 256 816 entrées en France.

### Réception critique et publique
Dans Le Monde, la critique de Jean-Michel Frodon salue la forme tout à fait singulière inventée par Desplechin et décrit « un grand film intimiste d’action » qui est aussi « un film collectif, où chacun fraie et impose sa place ».
Dans Les Inrockuptibles, Frédéric Bonnaud souligne la « densité thématique et l'épaisseur romanesque inhabituelles dans le jeune cinéma français » et suppose déjà dès sa sortie que ce sera « un grand film générationnel », pronostic qui sera plusieurs fois confirmé dans les décennies suivantes,.
Comment je me suis disputé… (ma vie sexuelle) a réalisé 251 929 entrées en France au cours de son exploitation en salles et un total de 267 909 spectateurs en Europe.
En 2019, Arnaud Desplechin réalise une version restaurée du film pour la Cinémathèque française.

## Distinctions

### Récompenses
| Année | Cérémonie ou récompense | Prix                     | Catégorie / Lauréat |
| ----- | ----------------------- | ------------------------ | ------------------- |
| 1997  | César du cinéma         | Meilleur espoir masculin | Mathieu Amalric     |

### Sélection et nominations
| Année | Évènement ou cérémonie | Catégorie                      | Nommé(e)(s)      |
| ----- | ---------------------- | ------------------------------ | ---------------- |
| 1996  | Festival de Cannes     | Compétition pour la Palme d'or |                  |
| 1997  | César du cinéma        | Meilleur espoir féminin        | Jeanne Balibar   |
| 1997  | César du cinéma        | Meilleur espoir féminin        | Emmanuelle Devos |

## Autour du film
Le personnage de Paul Dédalus reviendra par deux fois dans les films d'Arnaud Desplechin : il apparait en adolescent dans Un conte de Noël (film de 2008 où il est incarné par Émile Berling) puis dans le préquelle Trois souvenirs de ma jeunesse dont il est le personnage principal. Dans ce film de 2015, c'est Mathieu Amalric qui reprend son rôle à l'âge adulte et Quentin Dolmaire qui l'incarne adolescent. Le nom de famille Dédalus vient de l'œuvre de James Joyce.

### Distribution en DVD
La cassette VHS de Comment je me suis disputé... (ma vie sexuelle) est publiée le 1er octobre 1997. Le DVD sort en zone 2 le 4 juin 2002 aux éditions Arte Vidéo, et en zone 1 deux ans auparavant le 5 juillet 2000, en édition simple du film agrémentée d'un entretien avec le réalisateur.
Le 9 novembre 2006, les éditions des Cahiers du cinéma publient le film dans un double DVD de la collection « Deux films de… », accompagné du film suivant du réalisateur Esther Kahn (2000). Le coffret est complété d'un entretien de vingt minutes avec Arnaud Desplechin et Emmanuel Bourdieu sur leur travail scénaristique commun ainsi que des articles de presse concernant les deux films parus dans la revue cinématographique.